# Палестинская комиссия
Палести́нская коми́ссия при Азиатском департаменте Министерства иностранных дел Российской империи — образуется 7 апреля 1864 года в результате упразднения функций Палестинского комитета, построившего русские постройки в центре Иерусалима под общим названием Русское подворье.

## История
Руководство Палестинской комиссией осуществляли: Б. П. Мансуров, директор Азиатского департамента МИДа граф Н. П. Игнатьев и третий член по назначению Святейшего правительствующего синода. Позже к руководству комиссии подключались чиновники МИДа: П. Н. Стремоухов, Н. К. Гирс и И. А. Зиновьев.

## Деятельность
Основной функцией Палестинской Комиссией являлось управление русскими постройками в центре Иерусалима. Для этого Палестинской комиссии от Палестинского комитета был передан капитал в сумме 56 532 рубля 14 с половиной копеек. В период управления Палестинской комиссией были освящены храмы Русской духовной миссии в Иерусалиме: домовая церковь св. мученицы Александры 28 июля 1864 г. и Троицкий собор 18 октября 1872 г. Освящение Троицкого собора было приурочено к паломничеству в Святую Землю великого князя Николая Николаевича Старшего в сопровождении герцога Евгения Лейхтенбергского и принцев Александра и Константина Ольденбургских. За подготовку мероприятий к освящению Троицкого собора Б. П. Мансуров был назначен в 1872 году членом Государственного совета.
В 1889 году Палестинская комиссия была упразднена и её полномочия, капиталы и имущества были переданы в ведение Императорского православного палестинского общества